# Ferenc Hornyák
Ferenc Hornyák (Tiszafüred, 25 luglio 1957) è un ex sollevatore ungherese che ha gareggiato nella categoria dei pesi mosca (fino a 52 kg.).

## Carriera
Hornyák vinse la medaglia d'argento ai Campionati mondiali di Salonicco 1979 ex aequo con il campione olimpico in carica, il sovietico Aleksandr Voronin, entrambi sollevando 242,5 kg. nel totale, stesso risultato del vincitore della medaglia d'oro, l'altro sovietico Kanıbek Osmonaliev.
L'anno seguente Hornyák prese parte alle Olimpiadi di Mosca 1980, valide anche come campionati mondiali, terminando la competizione dei pesi mosca al 6º posto finale con 237,5 kg. nel totale.